# قائمة الدول بدون مطارات
تحتوي هذه المقالة على قائمة الدول (ذات السيادة) والأراضي التي لا تحتوي مطارا واحدا على الأقل.
1- الفاتيكان 
2-  سان مارينو 
3- أندورا 
4- ليختنشتاين 
5- موناكو 

## الدول (ذات السيادة)
بالنسبة للدول المستقلة وذات السيادة، فقط الدول الأوروبية الصغيرة الخمسة لا تحتوي مطارات ولكنها كلها تحتوي على الأقل على مطار مروحيات واحد. كل الدول الخسمة ماعدا موناكو هم دول حبيسة، بينما ليختنشتاين هي دول حبيسة على نحو مضاعف.
| الدولة     | ملاحظات |
| ---------- | --- |
| أندورا     | أندورا لا تملك مطار، ولكن لديها ثلاثة مطارات مروحيات. من جانب كل من السكان ومساحة الأرض، هي أفسح دولة لا تملك مطارا. أقرب مطارات لها في إسبانيا هم مطار لا سيو دي أورغل، مطار لاردة الغواريا، مطار برشلونة الدولي ومطار جيرونا كوستا برافا. وأقرب مطار لها في فرنسا هو مطار تولوز بلانياك.                                                                                                   |
| فلسطين     | فلسطين لا تملك اي مطار او ميناء. وقطاع غزة يعاني من حصار جوي وبحري من قبل إسرائيل بعد تدميرها المطار الوحيد مطار ياسر عرفات الدولي بغزة. |
| ليختنشتاين | ليختنشتاين ليس فيها مطار، بينما عندها مطار مروحيات واحد في مدينة بالزرس الجنوبية. أقرب مطار لها في سويسرا هو مطار سانت غالن ألتنراين وأقرب مطار في ألمانيا هو مطار فريدريشسهافن، التي بها عدد قليل من الرحلات المبرمجة نحوها. أقرب مطار كبير قريب هو مطار زيورخ الدولي، أين يوجد خطوط حديدية نحوها ونحو مدن بيوشس سانت غالن وسارغانس، ومن هذه المدن يمكن أخذ قطارات أو حفالة نحو ليختنشتاين. |
| موناكو     | لا يوجد في موناكو مطار، ولكن يوجد مطار مروحيات موناكو في مدينة فونتفياي. أقرب مطار لها في فرنسا هو مطار نيس كوت دازور. |
| سان مارينو | لا تملك سان مارينو مطار، ولكن لديها مطار مروحيات في بورغو ماغيور، وكذلك مطار صغير معشب قرب مدينة توراشا، وأقرب مطار لها في إيطاليا هو مطار فيديريكو فليني الدولي. |
| الفاتيكان  | الفاتيكان لا يملك مطار أيضا، ولكن يوجد بها مطار مروحيات الفاتيكان وذلك في الزاوية الغربية، وهو مخصص لزيارات رؤساء الدول والحكومات للدولة المدينة. فيزيائيا لا يمكن تشييد مطار في الفاتيكان لمساحتها الصغيرة وهي 0.44 كم مربع. أقرب مطار له في إيطاليا هو مطار تشامبينو جي بي باستين الدولي.                                                                                                  |

## الأقاليم غير المتمتعة بالحكم الذاتي
يوجد في العالم 17 إقليم لا يتمتع بالحكم الذاتي، منها اثنان لا يوجد بها مطارات، وهي:
| الدولة      | ملاحظات |
| ----------- | --- |
| توكيلاو     | لا يوجد في توكلو مطارات، ولكن يتم استعمال البواخر والسفن للتنقل.                                                        |
| جزر بيتكيرن | لا يوجد في جزر بيتكيرن مطارات جوية أو ميناءات بحرية، ولكن التعاملات والمسافرين والبضائع يتم التعامل بها مع خليج باونتي. |